# Боян Знеполски
Боян Ивайлов Знеполски е български социолог и преводач, преподавател в Софийския университет – в катедра „Социология“ на Философския факултет, професор.
Завършва докторантура по философия и социални науки във Висшето училище за социални науки (EHESS) в Париж, Франция. Преводач е на философските есета на Морис Мерло-Понти и на романите на Милан Кундера „Бавността“, „Книга за смеха и забравата“ и „Незнанието“. Член е на редакционната колегия на списание „Критика и хуманизъм“ .